# NGC 3904
NGC 3904 is een elliptisch sterrenstelsel in het sterrenbeeld Waterslang. Het hemelobject werd op 7 maart 1791 ontdekt door de Duits-Britse astronoom William Herschel.

## Synoniemen
- ESO 440-13
- MCG -5-28-9
- PGC 36918